# Valentin Gösich

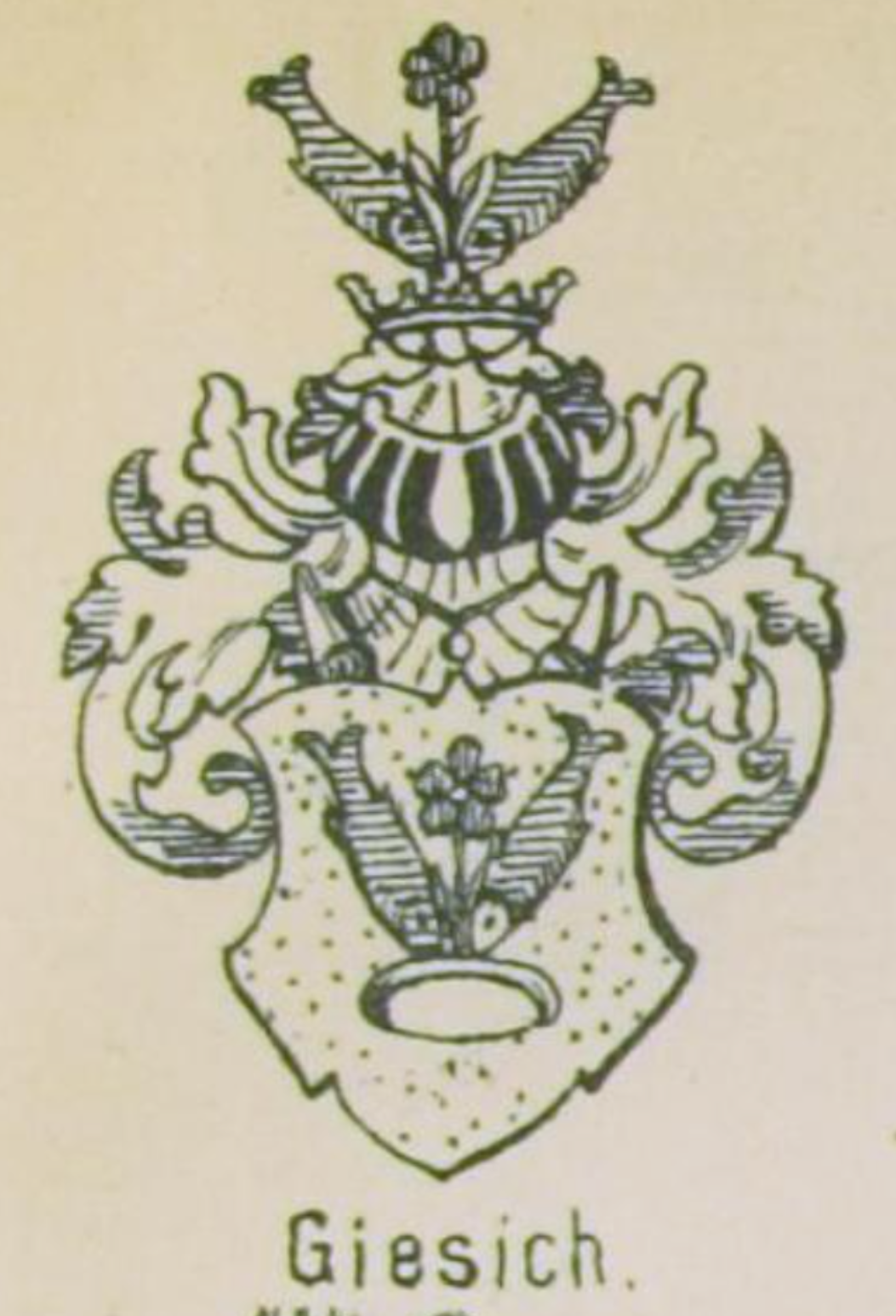
Das Giesich’sche Wappen in der Gobius’schen Gruft.

Valentin Gösich (auch Valentin Gösing; Valentin Giesig; † 22. Oktober 1650) war Bürgermeister von Görlitz in den Jahren 1642 und 1645.

## Biographisches
Valentin Gösich war Sohn von Niklas Gösich („Giesig“; * 1534; † 28. Dezember 1614).
Valentin war seit dem 26. März 1614 mit Rosina (* 1595; † 24. April 1644), einer Tochter Bartholomäus Scultetus’, verheiratet. 1615 ist Valentin Gösich als Gastwirt zum Güldnen Adler belegt. Nach Rosinas Tod scheint er eine weitere Rosina geheiratet zu haben, die das Vorwerk an der Rauschwalder Straße im Jahr 1682 „ihrer Verwandten Sophie Paulitzin“ vermachte. Gösich hatte das von Vorbesitzer Merten Petzold wohl zum „Schenk-, Gast- und Wirtshaus“ überarbeitete Vorwerk nahe der Reichenbacher Vorstadt 1643 erworben. Gösich wird auch als auf Girbigsdorf gesessen bezeichnet.
Gösich war seit 1633 Görlitzer Senator, 1642 und 1645 Bürgermeister. Noch im Jahr 1650 war Gösich eines von zwanzig Ratsmitgliedern in Görlitz, bevor er am 22. Oktober 1650 starb.
Er hatte mindestens einen Sohn Gottfried Gösig (auch Gösing), der in Görlitz Advokat wurde. Gottfried heiratete Gregor Gobius’ Tochter Anna Sophie.